# Setiles (kommunhuvudort)
Setiles är en kommunhuvudort i Spanien.   Den ligger i provinsen Provincia de Guadalajara och regionen Kastilien-La Mancha, i den centrala delen av landet, 180 km öster om huvudstaden Madrid. Setiles ligger 1 262 meter över havet och antalet invånare är 149.
Terrängen runt Setiles är kuperad åt sydost, men åt nordväst är den platt. Terrängen runt Setiles sluttar norrut. Runt Setiles är det mycket glesbefolkat, med 2 invånare per kvadratkilometer. Närmaste större samhälle är Ojos Negros, 10,0 km öster om Setiles. Omgivningarna runt Setiles är i huvudsak ett öppet busklandskap.